# Mangai
Mangai är en ort i Kongo-Kinshasa. Den ligger i provinsen Kwilu, i den centrala delen av landet, 500 km öster om huvudstaden Kinshasa. Antalet invånare är 37 188.